# Sedef Çakmak
Sedef Çakmak (née le 9 juin 1982) est une femme politique turque et une militante pour les droits de la communauté LGBTIQ. Elle est la première personne ouvertement homosexuelle élue en Turquie. 

## Carrière
Après avoir grandi à Ankara, Sedef Çakmak obtient un Bachelor en sociologie à l'Université de Galatasaray. 
Elle est active dans le mouvement pour les droits LGBTIQ depuis les années 2000. En 2004, elle contacte Lambdaistanbul dans le cadre d'une recherche pour l'université concernant les problématiques concernant la communauté LGBT. C'est en étant en contact avec cette communauté qu'elle a pris conscience de sa propre identité lesbienne. Elle devient ensuite une militante active à Lambdaistanbul et membre de leur commission des relations internationales et des recherches universitaires. En 2011, elle participe à la création de l'organisation SPoD LGBTI, qu'elle préside jusqu'en 2013.
En 2014, elle se présente aux élections locales pour la ville de Beşiktaş, avec le Parti républicain du peuple, sans révéler son orientation sexuelle. Elle est élue, et accepte son mandat le 2 mars 2015. Avant cela, elle est conseillère du maire de Beşiktaş concernant les questions LGBT.
En octobre 2017 elle devient présidente du conseil d'administration de Rainbow Rose, un réseau de plateformes LGBT au sein du Parti socialiste européen.